# Aeroturbina
Una aeroturbina, turbina eólica o turbina de viento es una turbina accionada por la energía eólica. Se trata de una turbomáquina motora que intercambia cantidad de movimiento con el viento, haciendo girar un rotor. La energía mecánica del eje del rotor puede ser aprovechada para diversas aplicaciones como moler, en el caso de los molinos de viento; bombear agua, en el caso de las aerobombas; o para la generación de energía eléctrica, en los aerogeneradores.
Cientos de miles de turbinas grandes, en instalaciones conocidas como parques eólicos, ahora generan más de 650 gigavatios de energía, con 60 GW agregados cada año. Las turbinas eólicas son una fuente cada vez más importante de energía renovable intermitente y se utilizan en muchos países para reducir los costos de energía y reducir la dependencia de los combustibles fósiles. Un estudio de 2009 afirmó que, la eólica tuvo las "emisiones relativas más bajas de gases de efecto invernadero, la menor demanda de consumo de agua y los impactos sociales más favorables" en comparación con las fuentes de energía fotovoltaica, hidroeléctrica, geotérmica, carbón y gas natural.
Las aeroturbinas se clasifican, según la orientación del eje del rotor, en verticales y horizontales.

## Aeroturbinas de eje vertical

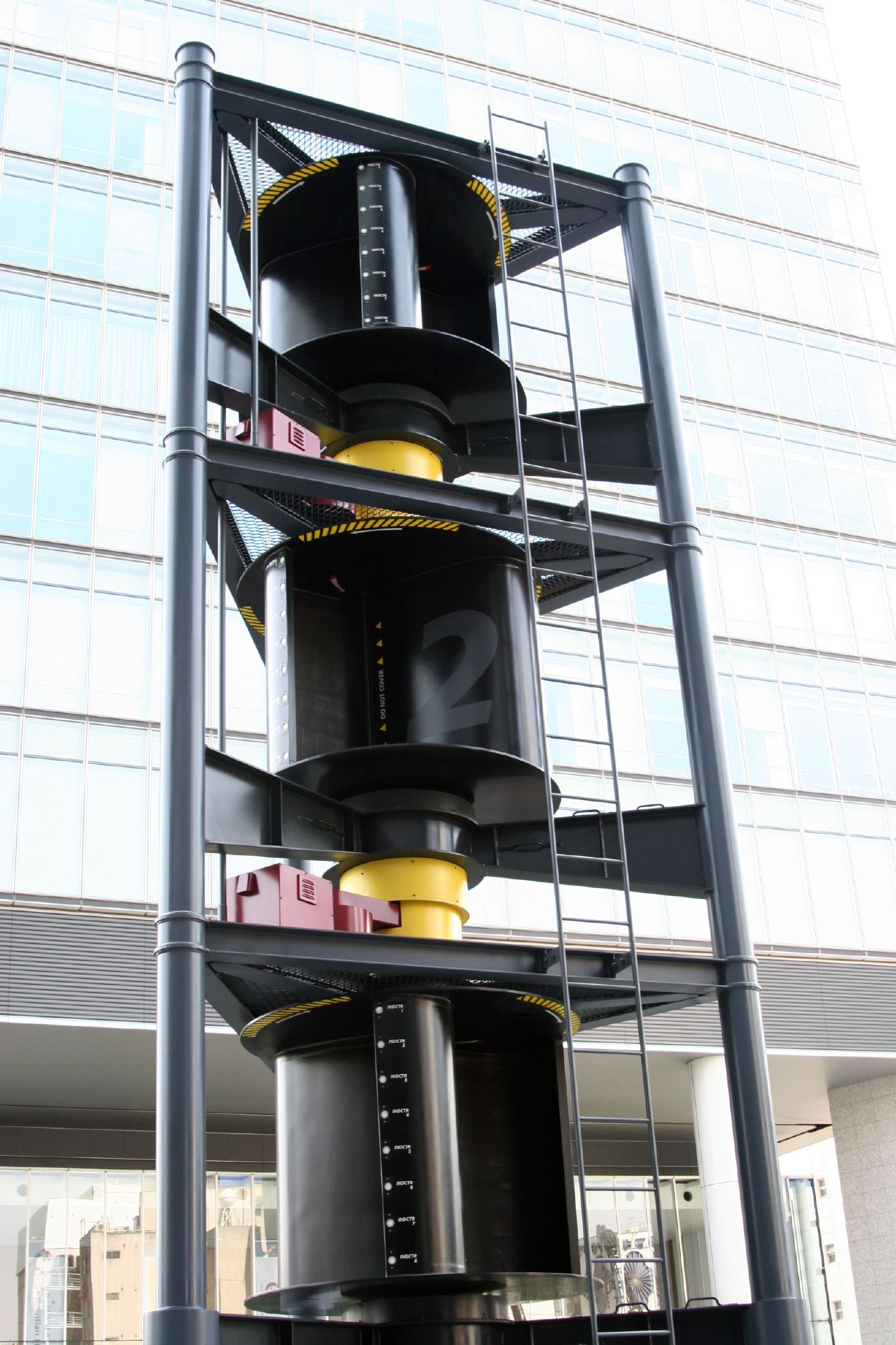
Rotor Savonius.

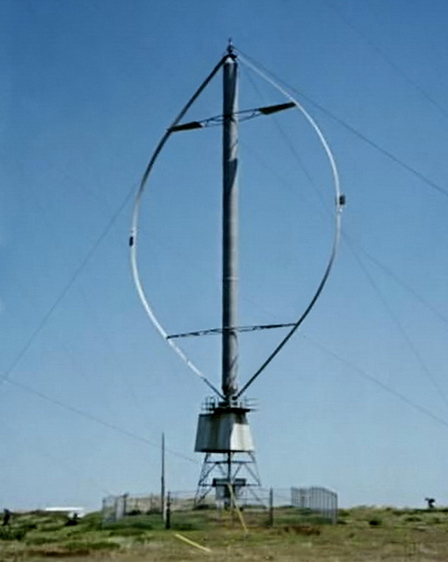
Turbina Darrieus.

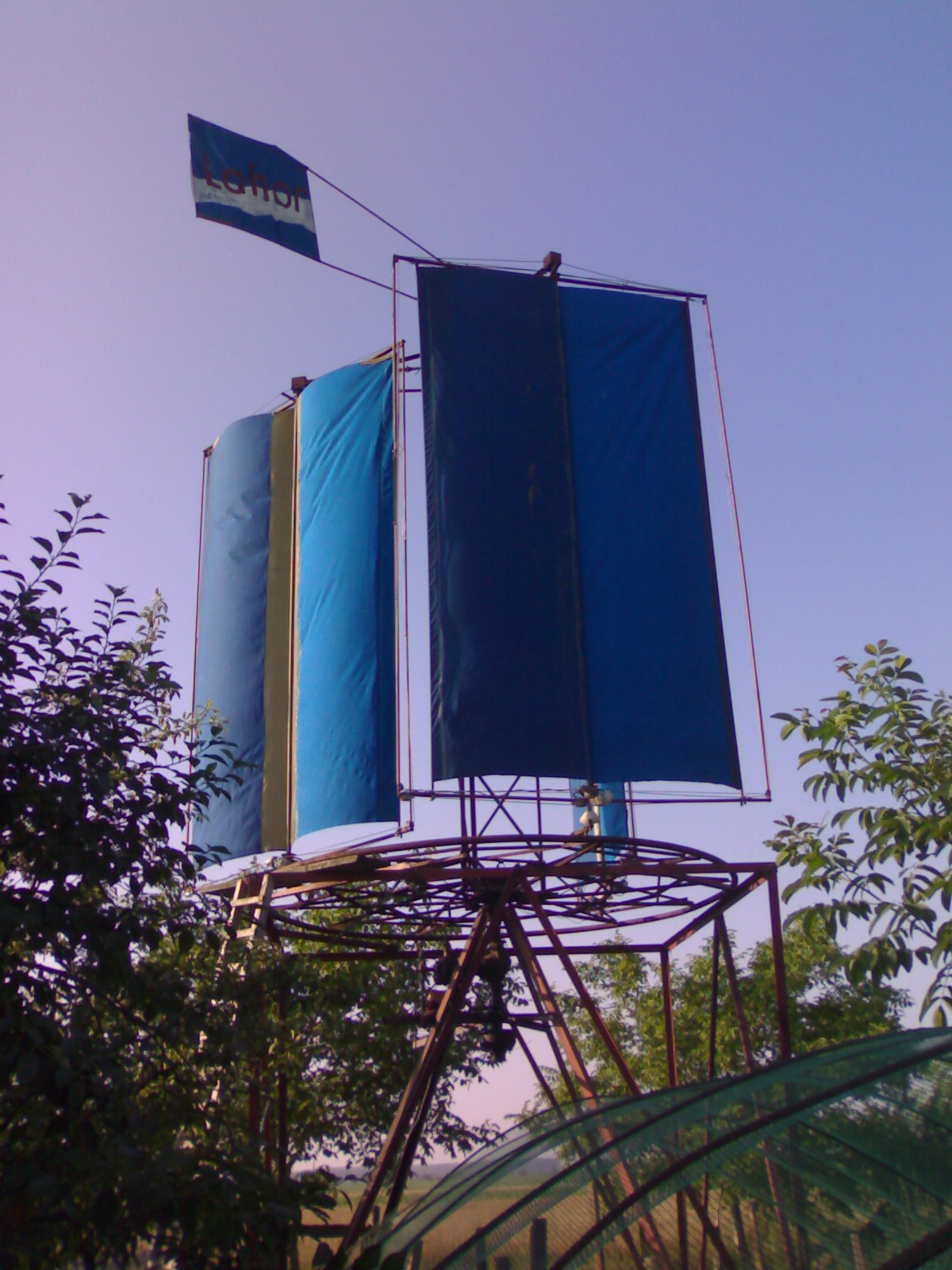
Molino de viento con las velas.

### Tipos

#### Savonius
Las turbinas Savonius son un tipo de turbinas de eje vertical usadas para convertir el poder del viento en torsión sobre un eje rotatorio. Fueron inventadas por el ingeniero finlandés Sigurd J. Savonius en 1922.
Puede arrancar con poco viento, siendo muy sencilla su fabricación; tiene una velocidad de giro pequeña y su rendimiento es relativamente bajo.

#### Darrieus
Debe su nombre al ingeniero francés Georges Darrieus, quien patentó el diseño en 1931. Requiere vientos de 4 a 5 m/s, manteniendo grandes velocidades de giro y un buen rendimiento.
Está constituida por 2-4 palas de perfil biconvexo unidas la una con la otra produciendo el giro del eje al que están unidas.

### Ventajas de las turbinas verticales
- No se necesita una torre de estructura poderosa.
- Como las palas del rotor son verticales no se necesita orientación al viento, y funcionan aun cuando este cambia de dirección rápidamente.
- Pueden ser ubicadas cerca del suelo, haciendo fácil el mantenimiento de las partes.
- Pueden tomar ventaja de aquellas irregularidades del terreno que incrementan la velocidad del viento.
- Necesitan una menor velocidad del viento para empezar a girar.
- Son menos propensas a romperse con vientos fuertes.
- Son fácilmente evitadas por los pájaros.

### Desventajas
- La mayoría de las turbinas verticales producen energía al 50% de la eficiencia de las turbinas horizontales.
- No toman ventaja de los vientos fuertes de mayor altura.

## Aeroturbinas de eje horizontal

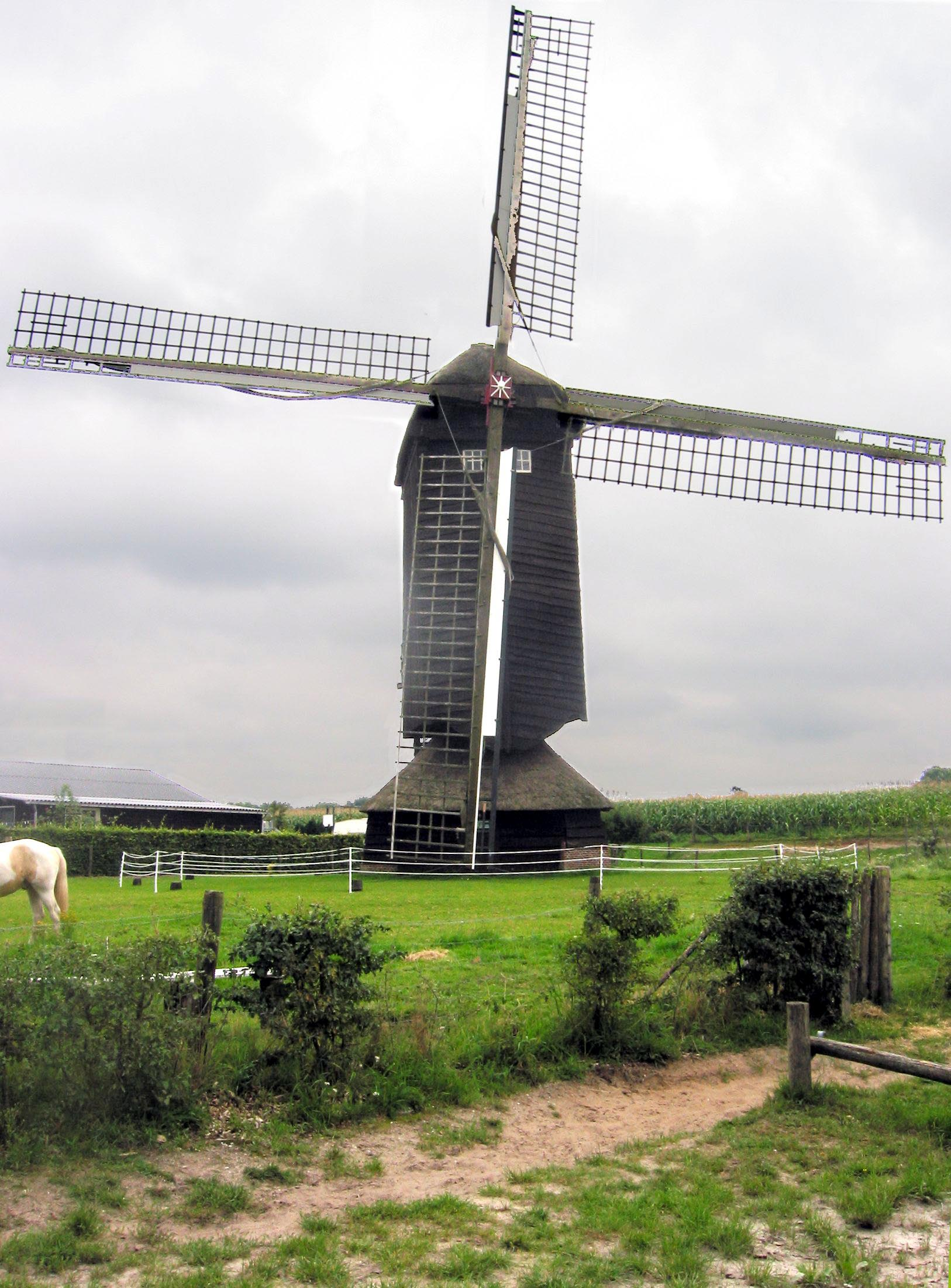
Molino de viento.

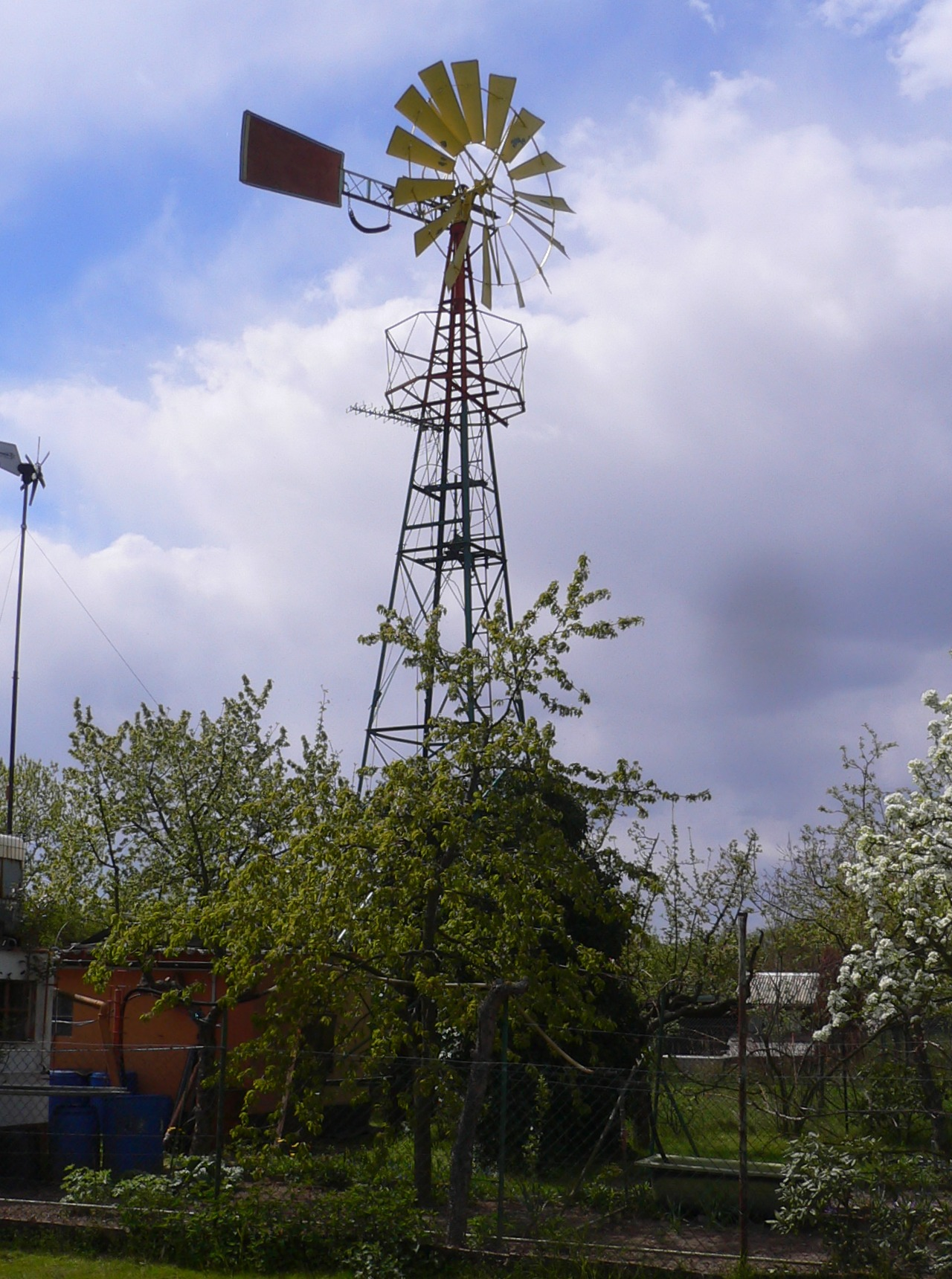
Aeroturbina multipala para bombeo.

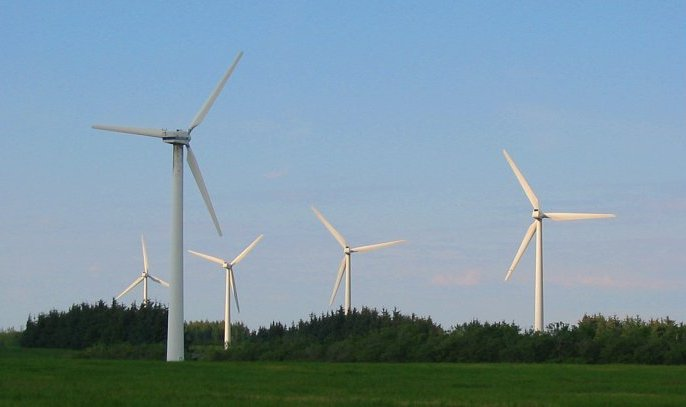
Aerogeneradores.

### Tipos

#### Molino de viento
Los molinos de viento son estructuras bajas, generalmente de cuatro aspas, que se construyeron en Europa a partir del siglo XII. Quizá sean los más famosos y conocidos, entre ellos y gracias a Don Quijote, los de La Mancha, pero los había por todas partes aunque muy especialmente en España, donde las corrientes de los ríos no eran tan importantes como en otros países europeos.

#### Aerogenerador
Las aeroturbinas modernas usadas en parques eólicos para la producción comercial de electricidad, conocidas también como aerogeneradores tienen su origen en Dinamarca en la década de 1980. Hoy en día la industria eólica utiliza generadores con rotores de hasta 149 metros de diámetro fabricados con alta tecnología.
La gran mayoría tiene tres palas, están pintadas de un tono claro, tienen una eficiencia alta y están controladas por computadora.
- Componentes

Las aeroturbinas modernas o aerogeneradores tienen una serie de componentes: 
1. Rotor: contiene las aspas o palas.
2. Góndola o barquilla: es una especie de caja que se conecta al rotor y dentro de ella está la caja de engranajes y generador. En algunos modelos de aeroturbinas de grandes dimensiones incluso puede aterrizar un helicóptero.
3. Caja de engranajes: se encarga de multiplicar la rotación del rotor para que el generador reciba el número de revoluciones por minuto suficientes para poder transformar energía eólica en eléctrica. Existen sistemas de aerogeneradores que utilizan otras tecnologías en lugar de caja de engranajes
4. Generador eléctrico: contiene una serie de imanes y bobinas que al rotar generarán energía eléctrica.
5. Torre del aerogenerador: estructura de soporte, sostiene a la góndola y al rotor. Su interior se usa también para poder subir a la turbina y llevar el cableado. La torre tiene un motor que permite que la turbina pueda girar en direcciones de viento favorable.[3]

### Ventajas
Se usan para generar grandes potencias, según su altura.

### Desventajas
- Las turbinas horizontales tienen problemas para funcionar cerca del suelo, debido a las turbulencias.
- Las torres altas y las palas largas son difíciles de transportar. El transporte puede costar un 20% del coste de equipamiento.
- Las aeroturbinas altas son difíciles de instalar y necesitan grúas poderosas y operadores hábiles.
- Las aeroturbinas altas pueden afectar los radares de los aeropuertos.
- Presentan impacto visual en el entorno, y con frecuencia suscitan reclamaciones por afeamiento del paisaje.
- Exigen un control cuidadoso, de lo contrario, son propensas a la fatiga de material y los daños estructurales.
- Tienen que orientarse hacia el viento.

## Historia

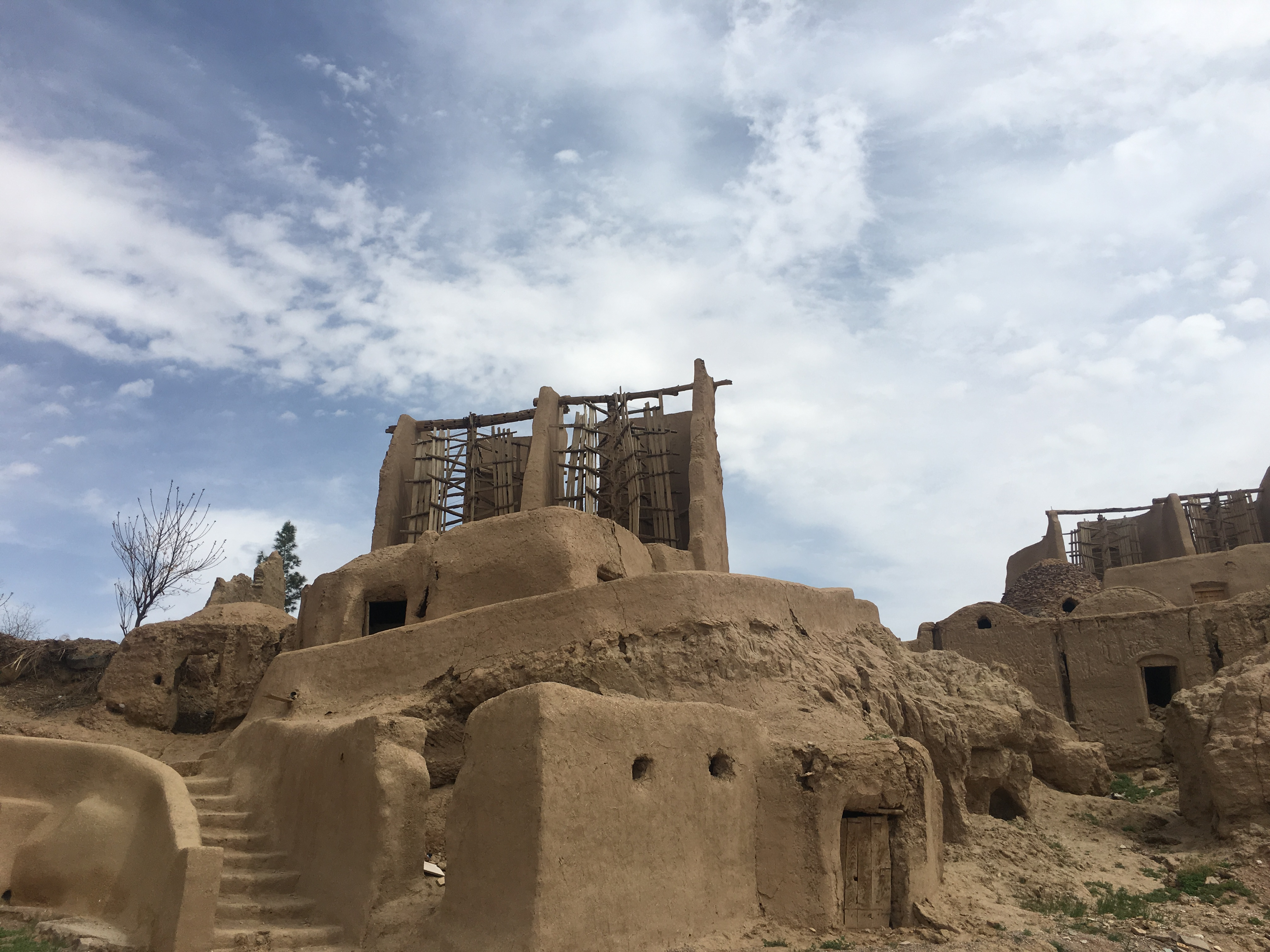
Aeroturbinas Nashtifan en Sistan, Irán.

La rueda de viento de Herón de Alejandría (10 d. C. - 70 d. C.) marca uno de los primeros casos registrados de viento que acciona una máquina. Sin embargo, las primeras plantas de energía eólica prácticas conocidas se construyeron en Sistán, una provincia oriental de Persia (ahora Irán), a partir del siglo VII. Estos "Panemone" eran molinos de viento de eje vertical, que tenían ejes de transmisión verticales largos con palas rectangulares. Hechos de seis a doce velas cubiertas con esteras de caña o material de tela, estos molinos de viento se usaban para moler granos o extraer agua, y se usaban en las industrias de molienda y de caña de azúcar.
La energía eólica apareció por primera vez en Europa durante la Edad Media. Los primeros registros históricos de su uso en Inglaterra datan de los siglos XI y XII; hay informes de cruzados alemanes que llevaron sus habilidades para fabricar molinos de viento a Siria alrededor de 1190. En el siglo XIV, los molinos de viento holandeses estaban en uso para drenar áreas del delta del Rin. Las turbinas eólicas avanzadas fueron descritas por el inventor croata Fausto Verancio en su libro "Machinae Novae" (1595), describió turbinas eólicas de eje vertical con palas curvas o en forma de V.

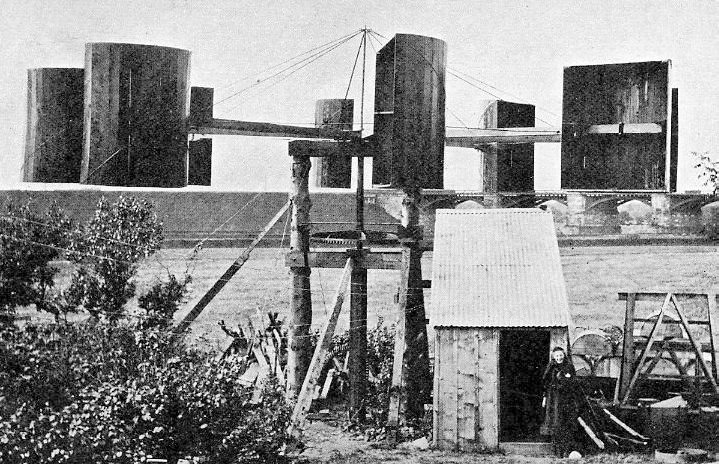
La aeroturbina generadora de electricidad de James Blyth, fotografiada en 1891

La primera turbina eólica generadora de electricidad fue una máquina de carga de baterías instalada en julio de 1887 por el académico escocés James Blyth para iluminar su casa de vacaciones en Marykirk, Escocia. Algunos meses más tarde, el inventor estadounidense Charles F. Brush pudo construir la primera aeroturbina operada automáticamente después de consultar a los profesores universitarios locales y sus colegas Jacob S. Gibbs y Brinsley Coleberd y lograr que los planos fueran revisados por pares para la producción de electricidad. Aunque la turbina de Blyth se consideraba antieconómica en el Reino Unido, la generación de electricidad mediante aeroturbinas era más rentable en países con poblaciones muy dispersas.

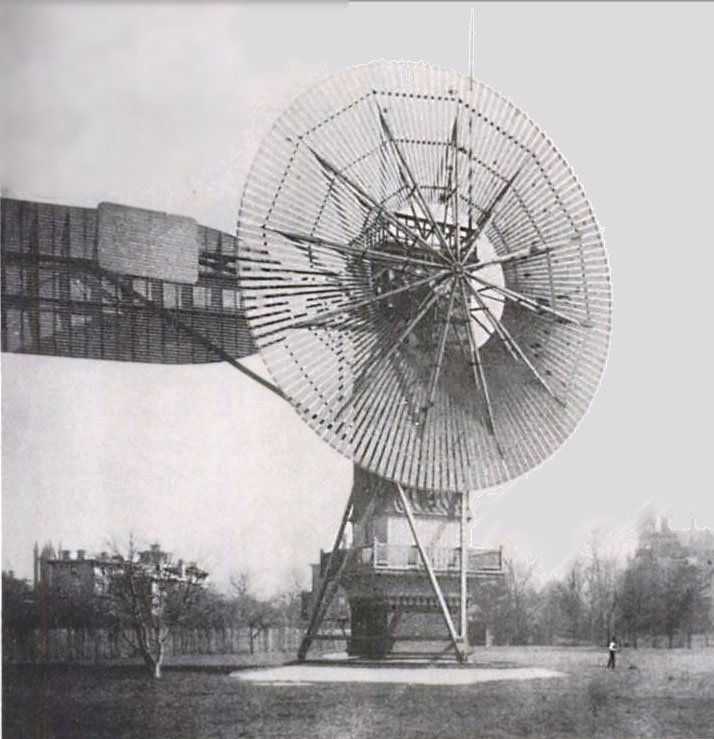
La primera aeroturbina operada automáticamente, construida en Cleveland en 1887 por Charles F. Brush. Fue de 18 m, pesaba 3,6 toneladas métricas y alimentaba un generador de 12 kW.

En Dinamarca en 1900, había alrededor de 2500 molinos de viento para cargas mecánicas como bombas y molinos, que producían una potencia máxima combinada estimada de alrededor de 30 megavatios (MW). Las máquinas más grandes estaban en torres de 24 metros con rotores de cuatro palas de 23 metros de diámetro. Para 1908, había 72 generadores eléctricos impulsados por el viento operando en los Estados Unidos de 5 kilovatios (kW) a 25 kW. Alrededor de la época de la Primera Guerra Mundial, los fabricantes estadounidenses de molinos de viento producían 100 000 molinos de viento agrícolas cada año, principalmente para bombear agua.
En la década de 1930, los generadores de viento para electricidad eran comunes en las granjas, principalmente en los Estados Unidos donde aún no se habían instalado sistemas de distribución.
Un precursor de los modernos aerogeneradores de eje horizontal estuvo en servicio en Yalta, URSS en 1931. Era un generador de 100 kW en una torre de 30 m, conectado al sistema de distribución local de 6,3 kV. Se informó que tenía un factor de capacidad anual del 32 por ciento, no muy diferente de las máquinas eólicas actuales.
En el otoño de 1941, la primera aeroturbina de megavatios se sincronizó con una red eléctrica en Vermont. La turbina eólica Smith-Putnam solo funcionó durante 1100 horas antes de sufrir una falla crítica. La unidad no fue reparada debido a la escasez de materiales durante la guerra.
La primera aeroturbina conectada a la red eléctrica que operó en el Reino Unido fue construida por John Brown & Company en 1951 en las Islas Orkney.
A pesar de estos diversos desarrollos, los desarrollos en los sistemas de combustibles fósiles casi eliminaron cualquier sistema de aeroturbinas más grande que el tamaño supermicro. Sin embargo, a principios de la década de 1970, las protestas antinucleares en Dinamarca impulsaron a los mecánicos artesanales a desarrollar microturbinas de 22 kW. La organización de propietarios en asociaciones y cooperativas condujo al cabildeo del gobierno y las empresas de servicios públicos y proporcionó incentivos para turbinas más grandes durante la década de 1980 y más tarde, activistas locales en Alemania, incipientes fabricantes de turbinas en España y grandes inversionistas en los Estados Unidos a principios de la década de 1990 presionaron por políticas que estimularan la industria en esos países.
Se ha argumentado que la expansión del uso de la energía eólica conducirá a una mayor competencia geopolítica por los materiales críticos para las aeroturbinas, como los elementos de tierras raras neodimio, praseodimio y disprosio. Sin embargo, esta perspectiva ha sido criticada por no reconocer que la mayoría de las aeroturbinas no utilizan imanes permanentes y por subestimar el poder de los incentivos económicos para expandir la producción de estos minerales.

## Energía eólica
La Densidad de energía eólica (WPD) es una medida cuantitativa de la energía eólica disponible en cualquier lugar. Es la potencia media anual disponible por metro cuadrado de barrido de una turbina, y se calcula para diferentes alturas sobre el suelo. El cálculo de la densidad de potencia eólica incluye el efecto de la velocidad del viento y la densidad del aire.
Las aeroturbinas se clasifican según la velocidad del viento para la que están diseñadas, desde la clase I hasta la clase III, donde A a C se refiere a la intensidad de la turbulencia del viento.
| Clase | Velocidad media del viento (m/s) | Turbulencia |
| ----- | -------------------------------- | ----------- |
| IA    | 10                               | 16%         |
| IB    | 10                               | 14%         |
| IC    | 10                               | 12%         |
| IIA   | 8.5                              | 16%         |
| IIB   | 8.5                              | 14%         |
| IIC   | 8.5                              | 12%         |
| IIIA  | 7.5                              | 16%         |
| IIIB  | 7.5                              | 14%         |
| IIIC  | 7.5                              | 12%         |

## Aerogeneradores a la vista del público
En algunas comunidades, los aerogeneradores atraen la atención porque se exponen al público, ya sea mediante la instalación de centros de visitantes a su alrededor o la creación de plataformas de observación a cierta distancia. Los aerogeneradores suelen tener un eje horizontal, tres palas y generan energía para alimentar la red eléctrica, pero también cumplen funciones no tradicionales de demostración tecnológica, relaciones públicas y educación.

## Pequeñas turbinas eólicas
Las pequeñas turbinas eólicas pueden utilizarse en una gran variedad de aplicaciones, como la alimentación de hogares, conectados o no a la red, torres de telecomunicaciones, plataformas marinas, escuelas y clínicas rurales, monitorización remota y otras aplicaciones que requieren energía donde no hay red o donde ésta es inestable. Las pequeñas turbinas eólicas pueden tener el tamaño de un generador de 50 vatios y utilizarse en un barco o una caravana. Los dispositivos híbridos alimentados por energía solar y eólica se utilizan cada vez más para la señalización vial, especialmente en zonas rurales, ya que eliminan la necesidad de tender largos cables desde el punto de conexión más cercano a la red eléctrica. El Laboratorio Nacional de Energías Renovables (NREL) del Departamento de Energía de EE. UU. define las pequeñas turbinas eólicas como dispositivos de menos de 100 kilovatios de tamaño. Las instalaciones más pequeñas suelen utilizar generadores de corriente constante de accionamiento directo, palas aeroelásticas y rodamientos duraderos, y una veleta para la dirección del viento.

## Para más información
- Tony Burton, David Sharpe, Nick Jenkins, Ervin Bossanyi: Wind Energy Handbook, John Wiley & Sons, 2nd edition (2011), ISBN 978-0-470-69975-1
- Darrell, Dodge, Early History Through 1875 Archivado el 2 de diciembre de 2010 en Wayback Machine., TeloNet Web Development, Copyright 1996–2001
- Ersen Erdem, Wind Turbine Industrial Applications
- Robert Gasch, Jochen Twele (ed.), Wind power plants. Fundamentals, design, construction and operation, Springer 2012 ISBN 978-3-642-22937-4.